# XII Sonata fortepianowa Beethovena

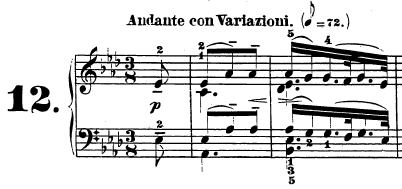
Początek Sonaty op. 26

Sonata fortepianowa nr 12 As-dur op. 26 Ludwiga van Beethovena powstała w latach 1800–1801 i zadedykowana została księciu Karlowi von Lichnowskiemu.

## Części utworu
Sonata składa się z czterech części. Warto odnotować, że ani jedna z nich nie jest allegrem sonatowym.
1. Andante con variazioni
2. Scherzo. Allegro molto
3. Maestoso andante, marcia funebre sulla morte d'un eroe (marsz żałobny)
4. Allegro vivace

Przeciętny czas wykonania dzieła to ok. 20 minut.